# Чемпионат России по тяжёлой атлетике 2012
Чемпионат России по тяжёлой атлетике 2012 года (21-й по счёту) прошёл в Саранске с 29 мая по 3 июня.

## Медалисты

### Мужчины
| Дисциплины   | Золото                                                   | Золото | Серебро                                                | Серебро | Бронза                                              | Бронза |
| 56 кг        | 56 кг                                                    | 56 кг  | 56 кг                                                  | 56 кг   | 56 кг                                               | 56 кг  |
| ------------ | -------------------------------------------------------- | ------ | ------------------------------------------------------ | ------- | --------------------------------------------------- | ------ |
| Рывок        | Геннадий Зыков Московская область                        | 110 кг | Эдуард Садыков Татарстан                               | 100 кг  | Ваник Мкртумян Ставропольский край, Санкт-Петербург | 93 кг  |
| Толчок       | Геннадий Зыков Московская область                        | 130 кг | Эдуард Садыков Татарстан                               | 123 кг  | Ваник Мкртумян Ставропольский край, Санкт-Петербург | 120 кг |
| Сумма        | Геннадий Зыков Московская область                        | 240 кг | Эдуард Садыков Татарстан                               | 223 кг  | Ваник Мкртумян Ставропольский край, Санкт-Петербург | 213 кг |
| 62 кг        |                                                          |        |                                                        |         |                                                     |        |
| Рывок        | Павел Суханов Московская область, Оренбургская область   | 130 кг | Артём Фаренюк ХМАО, Санкт-Петербург                    | 130 кг  | Раис Гайнутдинов Санкт-Петербург                    | 125 кг |
| Толчок       | Павел Суханов Московская область, Оренбургская область   | 160 кг | Раис Гайнутдинов Санкт-Петербург                       | 153 кг  | Артём Фаренюк ХМАО, Санкт-Петербург                 | 150 кг |
| Сумма        | Павел Суханов Московская область, Оренбургская область   | 290 кг | Артём Фаренюк ХМАО, Санкт-Петербург                    | 280 кг  | Раис Гайнутдинов Санкт-Петербург                    | 278 кг |
| 69 кг        |                                                          |        |                                                        |         |                                                     |        |
| Рывок        | Олег Чен Московская область, Краснодарский край          | 152 кг | Армен Казарян Новосибирская область, Самарская область | 145 кг  | Таукьян Геккиев Москва, Кабардино-Балкария          | 140 кг |
| Толчок       | Олег Чен Московская область, Краснодарский край          | 175 кг | Армен Казарян Новосибирская область, Самарская область | 170 кг  | Таукьян Геккиев Москва, Кабардино-Балкария          | 165 кг |
| Сумма        | Олег Чен Московская область, Краснодарский край          | 327 кг | Армен Казарян Новосибирская область, Самарская область | 315 кг  | Таукьян Геккиев Москва, Кабардино-Балкария          | 305 кг |
| 77 кг        |                                                          |        |                                                        |         |                                                     |        |
| Рывок        | Дмитрий Иваненко Хабаровский край                        | 153 кг | Мухамад Хибалов Чечня                                  | 152 кг  | Михаил Гобеев Санкт-Петербург                       | 145 кг |
| Толчок       | Михаил Гобеев Санкт-Петербург                            | 188 кг | Дмитрий Иваненко Хабаровский край                      | 185 кг  | Мухамад Хибалов Чечня                               | 185 кг |
| Сумма        | Дмитрий Иваненко Хабаровский край                        | 338 кг | Мухамад Хибалов Чечня                                  | 337 кг  | Михаил Гобеев Санкт-Петербург                       | 333 кг |
| 85 кг        |                                                          |        |                                                        |         |                                                     |        |
| Рывок        | Ринат Киреев Башкортостан, Москва                        | 176 кг | Дмитрий Петров Кабардино-Балкария, Москва              | 161 кг  | Алексей Юфкин Мордовия                              | 160 кг |
| Толчок       | Дмитрий Петров Кабардино-Балкария, Москва                | 204 кг | Алексей Юфкин Мордовия                                 | 200 кг  | Ринат Киреев Башкортостан, Москва                   | 197 кг |
| Сумма        | Ринат Киреев Башкортостан, Москва                        | 373 кг | Дмитрий Петров Кабардино-Балкария, Москва              | 365 кг  | Алексей Юфкин Мордовия                              | 360 кг |
| 94 кг        |                                                          |        |                                                        |         |                                                     |        |
| Рывок        | Александр Иванов Краснодарский край, Ставропольский край | 185 кг | Андрей Деманов Москва, Татарстан                       | 181 кг  | Рамазан Расулов Дагестан, Москва                    | 176 кг |
| Толчок       | Александр Иванов Краснодарский край, Ставропольский край | 226 кг | Андрей Деманов Москва, Татарстан                       | 226 кг  | Рамазан Расулов Дагестан, Москва                    | 215 кг |
| Сумма        | Александр Иванов Краснодарский край, Ставропольский край | 411 кг | Андрей Деманов Москва, Татарстан                       | 407 кг  | Рамазан Расулов Дагестан, Москва                    | 391 кг |
| 105 кг       |                                                          |        |                                                        |         |                                                     |        |
| Рывок        | Геннадий Муратов Татарстан                               | 182 кг | Максим Шейко Приморский край                           | 181 кг  | Давид Беджанян Ставропольский край                  | 180 кг |
| Толчок       | Давид Беджанян Ставропольский край                       | 230 кг | Геннадий Муратов Татарстан                             | 221 кг  | Максим Шейко Приморский край                        | 221 кг |
| Сумма        | Давид Беджанян Ставропольский край                       | 410 кг | Геннадий Муратов Татарстан                             | 403 кг  | Максим Шейко Приморский край                        | 402 кг |
| свыше 105 кг |                                                          |        |                                                        |         |                                                     |        |
| Рывок        | Руслан Албегов Московская область, Северная Осетия       | 210 кг | Евгений Чигишев Кемеровская область, Москва            | 202 кг  | Чингиз Могушков Чечня                               | 201 кг |
| Толчок       | Руслан Албегов Московская область, Северная Осетия       | 250 кг | Чингиз Могушков Чечня                                  | 237 кг  | Евгений Чигишев Кемеровская область, Москва         | 235 кг |
| Сумма        | Руслан Албегов Московская область, Северная Осетия       | 460 кг | Чингиз Могушков Чечня                                  | 438 кг  | Евгений Чигишев Кемеровская область, Москва         | 437 кг |

### Женщины
| Дисциплины  | Золото                                                    | Золото | Серебро                                                   | Серебро | Бронза                                                   | Бронза |
| 48 кг       | 48 кг                                                     | 48 кг  | 48 кг                                                     | 48 кг   | 48 кг                                                    | 48 кг  |
| ----------- | --------------------------------------------------------- | ------ | --------------------------------------------------------- | ------- | -------------------------------------------------------- | ------ |
| Рывок       | Екатерина Власова Москва                                  | 65 кг  | Ирина Баймулкина Москва, Чувашия                          | 65 кг   | Татьяна Сусакова Липецкая область, Орловская область     | 64 кг  |
| Толчок      | Екатерина Власова Москва                                  | 82 кг  | Ирина Баймулкина Москва, Чувашия                          | 81 кг   | Татьяна Сусакова Липецкая область, Орловская область     | 79 кг  |
| Сумма       | Екатерина Власова Москва                                  | 147 кг | Ирина Баймулкина Москва, Чувашия                          | 146 кг  | Татьяна Сусакова Липецкая область, Орловская область     | 143 кг |
| 53 кг       |                                                           |        |                                                           |         |                                                          |        |
| Рывок       | Светлана Черемшанова Москва, Курганская область           | 82 кг  | Елена Сухарь ЯНАО                                         | 80 кг   | Аминат Масхадова Дагестан, Москва                        | 78 кг  |
| Толчок      | Светлана Черемшанова Москва, Курганская область           | 106 кг | Елена Сухарь ЯНАО                                         | 106 кг  | Аминат Масхадова Дагестан, Москва                        | 102 кг |
| Сумма       | Светлана Черемшанова Москва, Курганская область           | 188 кг | Елена Сухарь ЯНАО                                         | 186 кг  | Аминат Масхадова Дагестан, Москва                        | 180 кг |
| 58 кг       |                                                           |        |                                                           |         |                                                          |        |
| Рывок       | Надежда Ломова Новгородская область                       | 91 кг  | Ольга Сибетова Москва, Нижегородская область              | 91 кг   | Елена Биршкис Новосибирская область, Кемеровская область | 86 кг  |
| Толчок      | Надежда Ломова Новгородская область                       | 116 кг | Ольга Сибетова Москва, Нижегородская область              | 113 кг  | Елена Биршкис Новосибирская область, Кемеровская область | 106 кг |
| Сумма       | Надежда Ломова Новгородская область                       | 207 кг | Ольга Сибетова Москва, Нижегородская область              | 204 кг  | Елена Биршкис Новосибирская область, Кемеровская область | 192 кг |
| 63 кг       |                                                           |        |                                                           |         |                                                          |        |
| Рывок       | Светлана Царукаева Московская область, Северная Осетия    | 118 кг | Марина Шаинова Краснодарский край                         | 110 кг  | Наталья Гришина Мордовия                                 | 96 кг  |
| Толчок      | Марина Шаинова Краснодарский край                         | 140 кг | Светлана Царукаева Московская область, Северная Осетия    | 137 кг  | Наталья Гришина Мордовия                                 | 117 кг |
| Сумма       | Светлана Царукаева Московская область, Северная Осетия    | 255 кг | Марина Шаинова Краснодарский край                         | 250 кг  | Наталья Гришина Мордовия                                 | 213 кг |
| 69 кг       |                                                           |        |                                                           |         |                                                          |        |
| Рывок       | Татьяна Матвеева Санкт-Петербург                          | 110 кг | Светлана Шимкова Татарстан, Москва                        | 110 кг  | Дарья Гольцова Москва                                    | 101 кг |
| Толчок      | Татьяна Матвеева Санкт-Петербург                          | 140 кг | Светлана Шимкова Татарстан, Москва                        | 136 кг  | Дарья Гольцова Москва                                    | 135 кг |
| Сумма       | Татьяна Матвеева Санкт-Петербург                          | 250 кг | Светлана Шимкова Татарстан, Москва                        | 246 кг  | Дарья Гольцова Москва                                    | 236 кг |
| 75 кг       |                                                           |        |                                                           |         |                                                          |        |
| Рывок       | Наталья Заболотная Московская область, Ростовская область | 133 кг | Надежда Евстюхина Москва, Пензенская область              | 130 кг  | Саида Мирзабегова Дагестан                               | 75 кг  |
| Толчок      | Надежда Евстюхина Москва, Пензенская область              | 164 кг | Наталья Заболотная Московская область, Ростовская область | 160 кг  | Саида Мирзабегова Дагестан                               | 105 кг |
| Сумма       | Надежда Евстюхина Москва, Пензенская область              | 294 кг | Наталья Заболотная Московская область, Ростовская область | 293 кг  | Саида Мирзабегова Дагестан                               | 180 кг |
| свыше 75 кг |                                                           |        |                                                           |         |                                                          |        |
| Рывок       | Татьяна Кренделева Липецкая область, Орловская область    | 112 кг | Людмила Анина Москва, Рязанская область                   | 110 кг  | Наталья Гагарина Челябинская область                     | 107 кг |
| Толчок      | Людмила Анина Москва, Рязанская область                   | 139 кг | Наталья Гагарина Челябинская область                      | 135 кг  | Татьяна Кренделева Липецкая область, Орловская область   | 123 кг |
| Сумма       | Людмила Анина Москва, Рязанская область                   | 249 кг | Наталья Гагарина Челябинская область                      | 242 кг  | Татьяна Кренделева Липецкая область, Орловская область   | 235 кг |

## Рекорды
На соревнованиях были установлены два рекорда России, превышающие мировые рекорды:
- Светлана Царукаева (до 63 кг) — рывок 118 кг;
- Надежда Евстюхина (до 75 кг) — толчок 164 кг.